# Diogo de Gouveia
Diogo de Gouveia (c. 1471 Beja - 8 de Dezembro de 1557 Lisboa), conhecido como Diogo de Gouveia, o Velho para o distinguir de homónimos, como o seu sobrinho  foi um destacado pedagogo, teólogo, diplomata e humanista português do Renascimento. Com extenso currículo acadêmico como reitor na Universidade de Paris, esteve ao serviço do rei D. Manuel I e de D. João III, que aconselhou na criação das capitanias hereditárias do Brasil e na vinda de missionários Jesuítas liderados por Francisco Xavier.
Primeiro de uma linhagem de destacados humanistas e pedagogos, era tio de André de Gouveia, António de Gouveia, Diogo de Gouveia, o moço e de Marcial de Gouveia.
No contexto da Contra-reforma foi um grande defensor da escolástica e da ortodoxia católica, o que o opôs às ideias de abertura do sobrinho André de Gouveia.

## Biografia
Diogo de Gouveia nasceu em Beja. Era filho de Antão de Gouveia, que aí fixara.
Foi um dos primeiros bolseiros portugueses em Paris: estudou no Collège Montaigu em 1499, beneficiando de uma de duas bolsas oferecidas ao rei D. Manuel I como compensação pelo ataque de corsários franceses a um navio português.
Estudou na Universidade de Paris, onde foi Mestre de Artes. Ordenado sacerdote, concluiu os estudos na Sorbonne onde, em 1507, se tornou bibliotecário. Formou-se Doutor em Teologia em 29 de Abril de 1510.
De 1512 a 1521 foi agente diplomático de D. Manuel I em França, cuidando das queixas de armadores portugueses alvo de corsários. Em 1520 teve a ideia de comprar com fundos do rei o Colégio de Santa Bárbara, em Paris. Perante as dificuldades postas pelo proprietário Robert Dugast, o colégio foi alugado e Diogo de Gouveia tornou-se seu Principal (reitor), transformando-o num verdadeiro colégio português na Universidade de Paris. Aí afluíram estudantes portugueses e os navarreses Inácio de Loyola e Francisco Xavier (o futuro fundador a Companhia de Jesus e o apóstolo das Índias).
Quando D. João III de Portugal subiu ao trono quis reformular o ensino para a servir as crescentes exigências dos vastos territórios administrados pela coroa. Em 1526, por sugestão de Diogo de Gouveia, criou mais de 50 bolsas de estudo para estudantes portugueses em Paris, com vista a prepará-los em gramática e artes liberais, a que se seguiriam estudos em teologia. Entre estes estudantes estavam André de Gouveia e Diogo de Teive, que entraram em Santa Bárbara em 1527.
Como conselheiro de D. João III, Diogo de Gouveia sugeriu, com Cristóvão Jacques, a introdução do sistema de Capitanias no Brasil.
Entre 1530 e 1534, devido às constantes viagens, confiou a direcção do Colégio de Santa Bárbara ao sobrinho André de Gouveia, que se destacou pela abertura a novas ideias.
Em 1537, desempenhou missões diplomáticas na França em nome de D. João III.
Um ano depois empenhou-se na vinda para as missões portuguesas e no reconhecimento oficial dos jovens clérigos que iriam formar Companhia de Jesus.
Quando em 1542 o rei decidiu fundar um colégio para o ensino das artes liberais em Portugal - o Real Colégio das Artes e Humanidades de Coimbra - com o objetivo de preparar em Portugal os futuros estudantes universitários, chamou André de Gouveia que se destacara na direcção do Colégio de Guyenne, em Bordéus. Diogo de Gouveia opôs-se, acusando o sobrinho de Luteranismo, preferindo-lhe Diogo de Gouveia o moço. Nos anos seguintes as facções de professores Parisienses e Bordaleses digladiaram-se.
Regressou a Portugal em 1556, onde foi Cónego da Sé de Lisboa falecendo no ano seguinte. Sepultado no cruzeiro da Sé, o sua pedra tumular entretanto perdida, foi descrita com o epitáfio:
| “ | Aqui jaz Diogo de Gouuvea Doctor em Theologia, & reitor da Vniuerfidade de Paris, Conigo nefta fancta Se que alcançou, & feruio a cinco Reis de Portugal; & quatro de França. Trattou, & negociou por bem da Fé, & honra defte Reino. Falleceuo a 8 dias de Dezembro de 1557, annos. | ” |